# Chiclana de Segura
Chiclana de Segura es una localidad y municipio español situado en la parte oriental de la comarca del Condado, en la provincia de Jaén. Limita con los municipios jienenses de Montizón, Castellar, Sorihuela del Guadalimar, Beas de Segura, Arroyo del Ojanco, Segura de la Sierra y Orcera; y con el municipio ciudadrealeño de Villamanrique. Por su término discurren los ríos Guadalmena —incluido el embalse homónimo—, Guadalimar y Dañador.
El municipio chiclanero comprende los núcleos de población de Chiclana de Segura —capital municipal—, Camporredondo, El Campillo, La Porrosa y Los Mochuelos.
Tiene una población de 869 habitantes (INE 2024).
Su territorio es forestal en la zona norte, en dos terceras partes de su extensión. Su parte sur es fundamentalmente de olivar. Su actividad económica es principalmente agraria, basada en el olivar junto con la ganadería, la caza y los trabajos forestales.
El área de monte es de repoblación de coníferas, coexistiendo con áreas de matorral. Destaca la riqueza de la actividad cinegética mayor y menor.

## Historia
El nombre de Chiclana deriva de Caeciliana, que alude a una villa de época romana propiedad de un tal Caecilius. Conquistada por la Corona de Castilla en 1226, fue territorio perteneciente a la Orden de Santiago, quien la repobló. Se integraba dentro del priorato de Villanueva de los Infantes.
En 1833 tras la reforma territorial de Javier de Burgos, pasó a pertenecer a la nueva provincia de Jaén, procedente de la antigua provincia de La Mancha.

## Demografía
Cuenta con una población de 869 habitantes (INE 2024).
| Gráfica de evolución demográfica de Chiclana de Segura entre 1842 y 2021                                              |
| |
| Población de derecho según los censos de población del INE. Población de hecho según los censos de población del INE. |

## Economía

### Evolución de la deuda viva municipal
| Gráfica de evolución de Deuda viva del Ayuntamiento de Chiclana de Segura entre 2008 y 2019                                |
| |
| Deuda viva del Ayuntamiento de Chiclana de Segura en miles de Euros según datos del Ministerio de Hacienda y Ad. Públicas. |

## Administración y política

### Elecciones municipales
| Elecciones municipales desde 1979                      |      |      |      |      |      |      |      |      |      |      |      |      |
|                                                        | 1979 | 1983 | 1987 | 1991 | 1995 | 1999 | 2003 | 2007 | 2011 | 2015 | 2019 | 2023 |
| PSOE                                                   | 4    | 4    | 5    | 5    | 4    | 3    | 4    | 5    | 7    | 6    | 4    | 4    |
| JM+                                                    | -    | -    | -    | -    | -    | -    | -    | -    | -    | -    | -    | 2    |
| AP/PP                                                  | -    | 5    | 6    | 6    | 5    | 5    | 5    | 4    | 2    | 3    | 3    | 1    |
| PCE/IU                                                 | 0    | -    | 0    | -    | -    | -    | -    | -    | -    | -    | -    | -    |
| UCD                                                    | 7    | -    | -    | -    | -    | -    | -    | -    | -    | -    | -    | -    |
| FADI                                                   | -    | -    | -    | -    | -    | 1    | -    | -    | -    | -    | -    | -    |
| En negrilla el partido más votado                      |      |      |      |      |      |      |      |      |      |      |      |      |
| Fuente: Datos de las elecciones municipales desde 1979 |      |      |      |      |      |      |      |      |      |      |      |      |

### Alcaldía
| Periodo   | Nombre                                                    | Partido |
| --------- | --------------------------------------------------------- | ------- |
| 1979-1983 | Francisco Patón Nevado                                    | UCD     |
| 1983-1987 | Casiano Párraga Aibar                                     | AP      |
| 1987-1991 | Antonio Cano del Arco                                     | AP      |
| 1991-1995 | Juan Francisco Rodríguez Fuentes                          | PP      |
| 1995-1999 | Leocadio Rodríguez Muñoz 1996: Francisco del Collado León | PP      |
| 1999-2003 | Domingo Rodríguez Calero                                  | PP      |
| 2003-2007 | Domingo Rodríguez Calero                                  | PP      |
| 2007-2011 | Santiago Rodríguez Yeste                                  | PSOE    |
| 2011-2015 | Santiago Rodríguez Yeste                                  | PSOE    |
| 2015-2019 | Santiago Rodríguez Yeste                                  | PSOE    |
| 2019-2023 | Santiago Rodríguez Yeste                                  | PSOE    |
| 2023-act. | Santiago Rodríguez Yeste                                  | PSOE    |

## Ciudades hermanadas
- Chiclana de la Frontera (España)
- Chiusa Sclafani (Italia)